# Heliaeschna idae
Heliaeschna idae – gatunek ważki z rodziny żagnicowatych (Aeshnidae).